# 吳芳茜
吳芳茜，台灣女子羽球選手。現時效力台灣電力公司羽球隊。

## 簡歷
2014年2月，吳芳茜出戰中國羽毛球國際挑戰賽，與姜凱心合作打進女子雙打準決賽。
2017年8月， 吳芳茜參加苏格兰格拉斯哥舉行的世界羽毛球錦標賽，她和林筱閔出戰女子双打項目。首圈以2比1 （21-8、16-21、22-20）拿下瑞典的克拉拉·尼斯塔特/埃玛·文贝里。但在第二圈中以0比2 （14-21、12-21）不敌赛会13號種子、韩国的金慧麟/柳海媛，16强止步。

## 主要比賽成績
| 年份   | 賽事                   | 公開賽級別 | 項目     | 拍檔   | 成績   |
| ------ | ---------------------- | ---------- | -------- | ------ | ------ |
| 2014年 | 中國羽毛球國際挑戰賽   | 國際挑戰賽 | 女子雙打 | 姜凱心 | 準決賽 |
| 2016年 | 世界大學生羽毛球錦標賽 | 其他       | 混合團體 | －     | 冠軍   |
| 2019年 | 南澳洲羽毛球國際賽     | 國際挑戰賽 | 女子雙打 | 孫妏沛 | 準決賽 |

| 2007-2017年 | 首要超級賽 | 超級賽 | 黃金大獎賽 | 大獎賽 | 國際挑戰賽 | 國際系列賽 | 未來系列賽 | 其他 |

| 2018-2026年 | 總決賽 | 超級1000賽 | 超級750賽 | 超級500賽 | 超級300賽 | 超級100賽 | 國際挑戰賽 | 國際系列賽 | 未來系列賽 | 其他 |

### 奧運會和世錦賽參賽紀錄
|          | 搭檔   | 2015 | 2016 | 2017 | 2018 |
| -------- | ------ | ---- | ---- | ---- | ---- |
| 女子雙打 | 姜凱心 | 32強 | －   | －   | －   |
| 女子雙打 | 林筱閔 | －   | －   | 32強 | 32強 |